# John Surtees
John Surtees (CBE) was een Brits motor- en autocoureur die er als enige ooit in slaagde om zowel op de motorfiets (7x) als in een Formule 1-auto (1x) wereldkampioen te worden. Zijn beste seizoenen in de motorrace waren die van 1958 en 1959, waarin hij alle (25) wedstrijden waarin hij startte wist te winnen. In het seizoen 1960 werd hij de eerste coureur die de Senior TT op het eiland Man drie jaar op rij had gewonnen. Zijn beste seizoen in de Formule 1 was dat van 1964, toen hij wereldkampioen werd. Hij was de vader van autocoureur Henry Surtees. Deze verongelukte op 19 juli 2009 op het circuit van Brands Hatch. John Surtees was ook de oprichter/eigenaar van de Surtees Racing Organisation.

## Wegracecarrière
| Norton Manx uit 1955 |
| MV Agusta 500 4C uit 1956 |
| Bill Lomas (links), winnaar van de 350cc-race in de TT van Assen van 1956, feliciteert John Surtees, winnaar van de 500cc-race |
| Onderweg naar de overwinning in Assen, 1959                                                                                    |
| MV Agusta 500 4C uit 1960 |
| Surtees na zijn val in de 500cc-race van Assen in 1960                                                                         |

Op 14-jarige leeftijd nam Surtees al deel aan een zijspanrace waarbij zijn vader Jack, een motorhandelaar uit Londen, de Vincent-motorfiets bestuurde. Ze wonnen de race, maar werden gediskwalificeerd, omdat John te jong bleek. Jack Surtees was een bekend grasbaanracer. In 1948 was hij South Eastern Centre zijspankampioen. Toen John 15 was reed hij zijn eerste grasbaanrace en in 1950, op 16-jarige leeftijd, ging hij als leerling bij de Vincent-fabriek in Stevenage werken. In 1951 onderscheidde hij zich toen hij de superster Geoff Duke goed tegenstand bood op het Thruxton Circuit. 

### Wereldkampioenschap wegrace
In het WK-seizoen 1952 scoorde Surtees zijn eerste WK-punt, toen hij met een Norton Manx zesde werd in de 500cc-race van de Ulster Grand Prix. In het seizoen 1953 kreeg hij twee fabrieks-aanbiedingen voor de TT van Man. Dr. Josef (Joe) Ehrlich bood hem een 125cc-EMC aan voor de Lightweight 125 cc TT en Joe Craig, teammanager van Norton, bood hem fabrieks-Manxen aan voor de 350cc-Junior TT en de 500cc-Senior TT. Tijdens de training brak echter de voorvork van de EMC. Ter hoogte van het dorpje Ballaugh kwam Surtees ten val en brak hij een pols, waardoor hij de races moest laten schieten. 

#### Norton
In het seizoen 1954 reed hij als privérijder met Nortons, maar in het seizoen 1955 kreeg hij weer fabrieksracers van Joe Craig. Het was het laatste jaar dat Norton als fabrieksteam optrad, want de Nortons waren al lang geen partij meer voor de 500cc-viercilinders van Gilera en MV Agusta en de Moto Guzzi Monocilindrica 350. Surtees werd de teamgenoot van John Hartle en Bob McIntyre, maar het werd een teleurstellend seizoen, hoewel hij wel podiumplaatsen haalde in de 350cc-GP van Duitsland en de 350cc-Ulster Grand Prix. Daar haalde hij ook zijn grootste succes van het jaar, door de 250cc-race te winnen met een NSU Sportmax-productieracer.

#### MV Agusta

##### 1956: eerste wereldtitel
MV Agusta had sinds 1950 steeds in de schaduw gestaan van Gilera en Norton. Het had bijna altijd vertrouwd op Italiaanse coureurs, die in elk geval in het nadeel waren op de Mountain Course op het eiland Man. Dit 60km-lange stratencircuit was erg moeilijk om te leren kennen en ook het 12 km-lange Dundrod Circuit in Ulster was niet eenvoudig. Gilera had daarom al jaren gebruik gemaakt van de kennis van Britse coureurs als Les Graham, Reg Armstrong, Dickie Dale en Geoff Duke. Voor het seizoen 1956 lagen de kaarten voor MV Agusta gunstig. Als gevolg van de rijdersstaking tijdens de TT van Assen was bijna het hele Gilera-team voor een half seizoen geschorst. John Surtees werd bij MV Agusta als eerste rijder aangesteld, geholpen door oud-wereldkampioen Umberto Masetti, die niet aan alle races mocht deelnemen en duidelijk tweede viool moest spelen. Het seizoen begon dus zonder wereldkampioen Geoff Duke en tweede Reg Armstrong. Surtees won de Senior TT en werd vijfde in de Junior TT, maar hij werd gediskwalificeerd omdat hij voor de gloednieuwe MV Agusta 350 4C benzine van een toeschouwer had gekregen. Surtees won vervolgens de 500cc-race van de TT van Assen, maar in de 350cc-klasse moest hij de eer laten aan Bill Lomas (Moto Guzzi). Tijdens de Belgische Grand Prix waren de schorsingen voor de Gilera-coureurs voorbij, maar Geoff Duke, die de snelste ronde reed, en Reg Armstrong vielen uit en Surtees won de 500cc-race en ook de 350cc-race. De grootste bedreiging in het 500cc-WK kwam dan ook niet van Gilera, maar van Walter Zeller met zijn BMW RS500 met injectie. Surtees verliet België met 24 punten in de 500cc-klasse en 14 punten in de 350cc-klasse. Tijdens de training van de 350cc-GP van Duitsland kwam Surtees echter ten val, waardoor hij voor de rest van het seizoen was uitgeschakeld. Er waren nog drie GP's te gaan, Armstrong won de 500cc-klasse en kon theoretisch nog op gelijke hoogte met Surtees komen. In de 350cc-klasse werd hij in Duitsland al gepasseerd door August Hobl (DKW) en Bill Lomas. Tijdens de 500cc-Ulster Grand Prix van 1956 vielen zowel Zeller als Armstrong uit en daardoor was John Surtees zeker van zijn eerste wereldtitel. In de 350cc-klasse sloot hij het seizoen als vierde af.

##### 1957, Gilera is terug
In het seizoen 1957 kon Gilera weer het hele seizoen rijden. Het trad aan met een groot en sterk team, met als eerste rijder Geoff Duke en het huurde Bob McIntyre in om hem te ondersteunen. Maar het team bestond ook nog uit Libero Liberati en Alfredo Milani. Behalve de Gilera 500 4C opende het met de Gilera 350 4C ook de aanval op de Moto Guzzi Monocilindrica 350. MV Agusta stelde daar niet alleen een mager team tegenover met John Surtees, Terry Shepherd en Umberto Masetti, het stuurde Surtees ook nog alleen naar de TT van Man én het had grote problemen met de betrouwbaarheid, vooral met de MV Agusta 350 4C, maar ook met de 500 4C. Gilera verloor zijn eerste rijder al voor het seizoen, toen Duke geblesseerd raakte tijdens een voorjaarsrace op Imola. Bob Brown werd zijn vervanger, maar Libero Liberati won de 350- en de 500cc-GP van Duitsland. Gilera stuurde weer geen Italianen naar de Isle of Man TT, maar daar won McIntyre voor Surtees de Senior TT. Hij won ook de Junior TT, waarin Surtees slechts vierde werd. Surtees won de 500cc-TT van Assen waardoor hij, McIntyre en Liberati gelijk op 14 punten stonden. In de 350cc-klasse stond Surtees na Assen slechts op de zevende plaats. Liberati won de 500cc-race van de GP van België, terwijl Surtees uitviel. Surtees viel ook in de 350cc-race uit. Liberati had in de 500cc-klasse nu 8 punten voorsprong op McIntyre en Surtees. In de 500cc-Ulster GP reed Surtees de snelste ronde, maar hij viel weer uit. Liberati won voor McIntyre en was nu zeker van de wereldtitel. Ook in de 350cc-race viel Surtees uit. In de laatste race, de GP des Nations, was Gilera oppermachtig. Liberati won de 500cc-race voor de eindelijk herstelde Duke en Alfredo Milani. Surtees werd slechts vierde. In de 350cc-race, gewonnen door McIntyre, viel Surtees weer uit. Tijdens deze race "dreigde" MV Agusta met twee nieuwe wapens: John Hartle (ingehuurd op advies van Surtees) verscheen met de MV Agusta 500 6C-zescilinder, maar hij startte er niet mee. John Surtees beëindigde het seizoen als derde in de 500cc-klasse en als tiende in de 350cc-klasse. 

##### 1958: tweede en derde wereldtitel
Op 26 september 1957 hadden Gilera, Moto Guzzi, Mondial en MV Agusta bekendgemaakt dat ze zich zouden terugtrekken uit alle snelheidssporten. Als belangrijkste reden werd aangevoerd dat de raceresultaten zich niet vertaalden in internationale verkopen. Dat was ook zo, weinig niet-Italianen kochten Italiaanse motorfietsen. Gilera had de peperdure 500cc-racers maar had voor de klanten slechts de 500cc-eencilinder Gilera Saturno te bieden. Moto Guzzi had enorm veel uitgegeven om eerst de Quattro Cilindri (viercilinder) en later de Moto Guzzi Otto Cilindri (achtcilinder) te ontwikkelen, maar leverde de liggende eencilinder Falcone. Voor MV Agusta ging dat echter niet op: het leefde van de bouw van vliegtuigen en helikopters en de motorrace was niet meer dan een hobby van de eigenaar, graaf Domenico Agusta. MV Agusta brak deze belofte echter. Alle concurrentie was immers verdwenen: in de 500cc-klasse Norton (gestopt in 1955), BMW (gestopt in 1957) en nu ook Moto Guzzi en Gilera, in de 350cc-klasse Moto Guzzi en DKW (gestopt in 1957) en in de 125- en 250cc-klasse NSU (gestopt in 1954) en Mondial. In de Isle of Man TT werd meteen duidelijk hoe de verhoudingen nu lagen. Hartle viel in beide races uit, maar Surtees won de Senior TT met ruim vijf minuten voorsprong op Bob Anderson (Norton) en de Junior TT met ruim vier minuten voorsprong op Norton-rijder Dave Chadwick. Surtees won ook in de volgende drie GP's al zijn races en was al zeker van beide wereldtitels, waardoor MV Agusta de verre reis naar de GP van Zweden kon overslaan (althans voor de zwaarste klassen). Het betekende ook dat MV Agusta voorlopig niets meer aan de ontwikkeling van haar motorfietsen hoefde te doen. Ook het zescilinder-project werd stilgelegd, hoewel Hartle er in de GP de Nations mee startte, maar uitviel.

##### 1959: vierde en vijfde wereldtitel
Het seizoen 1959 verliep nog voorspoediger. Hij startte in alle 350- en 500cc-races en won ze allemaal. In de 500cc-klasse werd Remo Venturi nu zijn teamgenoot, terwijl Hartle naar de 350cc-klasse verhuisde. Venturi werd echter niet naar Man gestuurd, daar reed Hartle de 500cc-versie van de zescilinder (er was ook een 350cc-exemplaar), maar viel opnieuw uit.

##### 1960: zesde en zevende wereldtitel
Het seizoen 1960 verliep met enkele kleine tegenvallers. In de 350cc-Franse GP werd Surtees door ontstekingsproblemen terug naar de derde plaats, maar zijn nieuwe teamgenoot Gary Hocking (Hartle was weer privérijder met een Norton Manx geworden) won die race. In de TT van Man kreeg Hartle vanwege zijn circuitkennis de 500- en 350cc-machines van Hocking, die op zijn beurt de nieuwe MV Agusta 250 Bicilindrica in de Lightweight TT mocht inzetten. Surtees won de Senior TT, maar werd in de Junior TT achter Hartle tweede omdat zijn derde versnelling wegviel. In de TT van Assen won Surtees de 350cc-race, maar in de vijfde ronde van de 500cc-race viel hij hard, waardoor hij zijn race moest staken. Hij won de 500cc-races in België en Duitsland, waardoor hij al wereldkampioen in die klasse was. In de 500cc-Ulster GP moest hij door een mechanisch probleem een inhaalrace rijden, maar hij kon teamgenoot Hocking niet meer bedreigen. Hij won wel de 350cc-race en daardoor was hij ook 350cc-wereldkampioen. In de 500cc-GP des Nations was MV Agusta zo oppermachtig, dat alleen Surtees en zijn gelegenheids-teamgenoot Emilio Mendogni in dezelfde ronde finishten. In de 350cc-race gaf Surtees op toen zijn MV Agusta vermogen begon te verliezen, maar dat kwam eigenlijk goed uit voor Gary Hocking, die zich in het seizoen geconcentreerd had op de 250cc-klasse, maar door zijn overwinning zijn tweede plaats in de 350cc-klasse veilig wist te stellen.

## Formule 1-carrière
| Zandvoort 1961: Surtees (Cooper-Climax) voor Tony Brooks (BRM-Climax)                                                                        |
| Nürburgring 1965: John Surtees met ingenieur Mauro Forghieri bij de Ferrari 1512                                                             |
| 1965: In een Ferrari 330P tijdens de 1000 km van de Nürburgring                                                                              |
| Zandvoort 1967: Surtees in de Honda RA273 |
| Duitse GP van 1968: Surtees in de Honda RA301 op de Nordschleife                                                                             |
| Dutch GP 1969, in de BRM P138 op Zandvoort.                                                                                                  |
| John Surtees' eigen Surtees TS7 tijdens de Italiaanse GP van 1970 op Monza                                                                   |
| Gijs van Lennep, ingeschreven door de Stichting Autoraces Nederland, in de Surtees TS9 krijgt instructies van John Surtees (Zandvoort, 1971) |

### 1960, Lotus-Climax
Al in 1959 testte John Surtees onder de ogen van teammanager Reg Parnell de Aston Martin DBR1-sportwagen. Op 14 mei 1960, voor aanvang van het WK-seizoen 1960, debuteerde hij voor het Team Lotus in de BRDC International Trophy op Silverstone, maar hij viel uit door een olielek. Op 26 mei, tussen de Motor-GP's van Frankrijk en Man in, reed hij zijn eerste echte Formule 1-GP, de Grand Prix van Monaco. Hij viel uit door transmissieproblemen. Op 3 juli racete hij weer met zijn motor, maar op 16 juli werd hij achter Jack Brabham tweede in de Britse Grand Prix. Voor de GP van Portugal stond Surtees op poleposition en hij reed ook de snelste ronde, maar viel uit door een defecte radiateur. Hij sloot het seizoen als twaalfde af. 

### 1961, Cooper-Climax
In het seizoen 1961 was Reg Parnell als teammager overgestapt naar het Yeoman Credit Racing Team dat voortkwam uit het British Racing Partnership. Men reed met de Cooper T55 met Climax FPF 2.5 L4-motor. Surtees kwam in dit team met Roy Salvadori als teamgenoot. Surtees scoorde vijfde plaatsen in de GP van België en de GP van Duitsland en werd opnieuw twaalfde in de eindstand.

### 1962, Lola-Climax
In het seizoen 1962 bleef Surtees bij hetzelfde team, dat van auto en van naam veranderde. Het werd nu Bowmaker-Yeoman Credit Racing Team en reed met de Lola Mk IV met Climax-motor. Surtees had een heel goed seizoen, met 2 vijfde en 1 vierde plaats, maar ook 2 tweede plaatsen. Hij sloot het seizoen als vierde af. Teamgenoot Salvadori had juist een dramatisch seizoen. Hij finishte geen enkele keer. 

### 1963, Ferrari
In het seizoen 1963 ging Surtees naar Scuderia Ferrari waar hij de vertrokken Phil Hill verving. Ferrari had in 1962 een slecht seizoen gehad met als beste resultaat de tweede plaats voor Hill in de GP van Monaco. Het was slechts zesde in de constructeurskampioenschap geworden. Ook in 1963 ging het nog niet goed, maar Surtees scoorde de enige Ferrari-overwinning in de GP van Duitsland. In het wereldkampioenschap eindigde hij weer als vierde. Ferrari werd in het constructeurskampioenschap eveneens vierde.

### 1964, Ferrari, wereldtitel
Het seizoen 1964 begon slecht voor Surtees, die in de eerste vier races drie keer uitviel, terwijl Jim Clark (Lotus-Climax) twee keer won en Graham Hill (BRM) een keer. In de tweede helft van het seizoen keerden de kansen echter. Na nog een overwinning in de Britse GP scoorde Clark geen punten meer en ging de strijd tussen Hill en Surtees. Hill viel ook nog twee keer uit, terwijl Surtees twee overwinningen en twee tweede plaatsen scoorde. Hill had in totaal weliswaar 41 punten, maar hij moest een resultaat wegstrepen, waardoor hij op 39 punten kwam, 1 punt minder dan Surtees. Surtees reed zijn laatste twee races, de GP van de Verenigde Staten en de GP van Mexico niet in de rode huiskleur van Ferrari, maar in de blauw-witte "Cunningham Racing Stripes" van het North American Racing Team. N.A.R.T. was opgezet door Luigi Chinetti, die Ferrari in de VS vertegenwoordigde. Ferrari schreef onder zijn team in als protest tegen de Italiaanse autosportbond, waarmee het een dispuut had over de homologatie van een auto met middenmotor. 

### 1965, Ferrari
Surtees begon het seizoen 1965 met de Ferrari 158 met V8-motor, terwijl teamgenoot Lorenzo Bandini de nieuwe Ferrari 1512 met twaalfcilinderboxermotor gebruikte. Het seizoen begon met een overwinning van Jim Clark in de GP van Zuid-Afrika. Clark sloeg de GP van Monaco over omdat Lotus koos voor de Indy 500, die Clark eveneens won. Ferrari kon van die afwezigheid niet profiteren en Clark won ook de volgende vijf GP's en werd wereldkampioen. Surtees stapte vanaf de Britse Grand Prix ook over op de Ferrari 1512, maar op 25 september raakte hij zwaargewond tijdens de GP van Canada (geen WK-race) op Mosport Park in Canada door een gebroken voorwielophanging. Hij had een groot aantal botbreuken, waarschijnlijk veroorzaakt doordat zijn autogordels niet goed vast zaten of niet goed functioneerden. Hij sloot het seizoen als vijfde af.

### 1966, Ferrari en Cooper-Maserati
Nog voor het begin van het WK-seizoen 1966 kwam Surtees terug in de BRDC International Trophy, waar hij achter Jack Brabham tweede werd. In dit seizoen werden de nieuwe 3liter-motoren geïntroduceerd. Hij leidde vervolgens de GP van Monaco tot zijn differentieel brak en won de Belgische Grand Prix op 12 juni.